# Іст-Шор (Каліфорнія)
Іст-Шор (англ. East Shore) — переписна місцевість (CDP) в США, в окрузі Плумас штату Каліфорнія. Населення — 181 особа (2020).

## Географія
Іст-Шор розташований за координатами 40°14′43″ пн. ш. 121°4′36″ зх. д. / 40.24528° пн. ш. 121.07667° зх. д. (40.245269, -121.076778).  За даними Бюро перепису населення США в 2010 році переписна місцевість мала площу 3,06 км², уся площа — суходіл.

## Демографія
Згідно з переписом 2010 року, у переписній місцевості мешкало 156 осіб у 78 домогосподарствах у складі 56 родин. Густота населення становила 51 особа/км².  Було 265 помешкань (86/км²).
Расовий склад населення:
| - 91,7 % — білих - 4,5 % — корінних американців - 0,6 % — азіатів - 3,2 % — осіб інших рас |

До двох чи більше рас належало 0,0 %. Частка іспаномовних становила 4,5 % від усіх жителів.
За віковим діапазоном населення розподілялося таким чином: 5,1 % — особи молодші 18 років, 60,9 % — особи у віці 18—64 років, 34,0 % — особи у віці 65 років та старші. Медіана віку мешканця становила 60,8 року. На 100 осіб жіночої статі у переписній місцевості припадало 88,0 чоловіків;  на 100 жінок у віці від 18 років та старших — 94,7 чоловіків також старших 18 років.
Середній дохід на одне домашнє господарство  становив 88 340 доларів США (медіана — 60 625), а середній дохід на одну сім'ю — 88 000 доларів (медіана — 62 188). 
Цивільне працевлаштоване населення становило 83 особи. Основні галузі зайнятості: сільське господарство, лісництво, риболовля — 100,0 %.